# Jean Lambert-Rucki
Jean Lambert-Rucki, né le 17 septembre 1888 à Cracovie (Pologne) et mort le 29 juillet 1967 à Paris, est un peintre et un sculpteur d'origine polonaise, naturalisé français après la guerre de 1914-1918.

## Biographie
Jean Lambert Albert Rucki est le fils de Ignace Rucki et de Marie Gress.
Il fréquente très tôt l'Académie des Beaux-Arts de sa ville natale où il côtoie son compatriote Moïse Kisling où ils subissent l'influence munichoise qui prédomine alors à Cracovie. Comme lui, il a pour maître Józef Pankiewicz qui est allé en France, a connu les impressionnistes Pierre Bonnard et Édouard Vuillard. Pankiewitz incite Kisling à se rendre à Paris et probablement aussi Rucki.
En 1909, une exposition présente à Munich les œuvres de Picasso; Rucki y découvre le Cubisme et « l'art nègre »; il ne cesse de voyager à travers les villes d'Europe orientale : Vienne, Moscou, où il réalise des portraits pour gagner sa vie. 
Il est en contact avec ce milieu dans lequel l'art international de Paris est très présent et où le Cubisme est diffusé. Dès 1910, une exposition itinérante d'Art Français montre à Saint-Pétersbourg, à Moscou, à Kiev, des œuvres cubistes. Vers 1909 ou 1910, Rucki voit à Cracovie une exposition Gauguin. Il décide alors de partir pour la France.
En février 1911, il s'installe à Paris et s’inscrit à l'Académie Colarossi. Il retrouve là son compatriote Moïse Kisling arrivé en France un an plus tôt. Il partage, rue de la Grande Chaumière, sa chambre avec Modigliani, est très lié avec Soutine arrivé la même année que lui à Paris et dont l'atelier se trouve à la Ruche où habitent déjà Marc Chagall, Blaise Cendrars, Gustave Miklos et, un peu plus tard, Fernand Léger. 
Il y fait la connaissance de Ricciotto Canudo, Max Jacob, Gabriele D'Annunzio, André Salmon, Guillaume Apollinaire.
En 1914, il prend part au conflit de la première Guerre mondiale et s'engage dans la légion étrangère. Il rencontre pendant son service les sculpteurs Joseph Csaky et Gustave Miklos.
Entre 1920 et 1940, il travaille pour Jean Dunand.
Il épouse en 1927 Léonie Bickel (1892-1975), la fille du sculpteur Victor Émile Bickel (1865-1937).
Tout d'abord attiré par le Cubisme, il s'oriente dans les années 1930 vers le Surréalisme; mais a aussi un côté Art déco.
En 1931, il rejoint l’Union des artistes modernes et en 1936, il est naturalisé Français.
Jean Lambert-Rucki meurt le 29 juillet 1967 à son domicile, 26, rue des Plantes à Paris, à l'âge de 78 ans.

## Comité Officiel Jean Lambert-Rucki
Depuis 2008, le Comité Officiel Jean Lambert-Rucki, avec les ayants droit de l'artiste,  fait connaître la vie et l’œuvre de Jean Lambert-Rucki, sculpteur et artiste peintre, rassemble toutes les connaissances, références, archives et documentations de toute sorte qui permettront de diffuser la meilleure connaissance possible de l’œuvre de cet artiste. 

## Œuvres
- Composition, 1919, huile sur toile, 56,5 × 47 cm. Musée d'Évreux;
- Les Promeneurs, 1924, huile sur panneau de bois, 33,5 × 46,5 cm. Musée d'Évreux;
- Nombre d’œuvres de l'artiste détenues par le MUDO.
- Sculptures de la façade occidentale de l'église Saint-Lazare de Lèves, Eure-et-Loir.
- Nombreuses œuvres dans l'église Sainte-Thérèse-de-l'Enfant-Jésus de Boulogne-Billancourt (bas-reliefs, fresques, sculptures et mosaïque).

En 1945 pour le « Gala au profit des architectes prisonniers et déportés », il illustra par un dessin un court texte de François Villon (« Au retour de dure prison où j'ai laissé presque la vie », etc).